# 阿古斯·梅迪納
阿古斯丁·「阿古斯」·梅迪納·德尔加多（西班牙語：Agustín "Agus" Medina Delgado，1994年9月8日—）是一名西班牙足球運動員，司職右邊衛和中場，現時被英冠球隊伯明翰外借至西班牙足球乙二级联赛球隊哥尼拿。

## 球會生涯
梅迪納在2009年加入巴伦西亚青年軍，2013年7月轉投萨瓦德尔，下放至B隊比賽。
他在萨瓦德尔B隊獲得穩定上場機會，並助球隊晉級至西班牙足球丙级联赛，因此與球會續約一年。2014年8月24日，他首次在職業聯賽上場，參加以2-3輸給皇家贝蒂斯的比賽。
2016年8月3日，他與西班牙足球乙二级联赛球會皇家維戈塞爾塔B隊簽約加盟。2018年7月，他轉投同一組別的哥尼拿體育會。
2019/20球季開始前，他與哥尼拿體育會的姊妹球會伯明翰足球會簽約兩年。8月6日的英格蘭聯賽盃對朴茨茅斯，他代表球會首次上場，與格力·加特拿一起駐守中場，最終以3-0落敗出局。四天後的英格兰足球联赛以1-1打平布里斯托尔城的比賽，他首次在英格蘭聯賽上場，在比賽末段換入。之後他再沒有獲得上場機會，並在2020年1月15日借回哥尼拿體育會至季末。在短暫回歸伯明翰後，他在2020年10月2日再次借回哥尼拿體育會。